# Thyene phragmitigrada
Thyene phragmitigrada là một loài nhện trong họ Salticidae.
Loài này thuộc chi Thyene. Thyene phragmitigrada được Metzner miêu tả năm 1999.